# Jason Carter
Jason Carter (Londres, 23 de Setembro de 1960), é um ator inglês, mais conhecido por seu papel como o patrulheiro Marcus Cole na série de televisão de ficção científica Babylon 5.

## Filmografia

### Cinema
- 1985 : Rei David : Salomão
- 1995 : Georgia : Chasman
- 2015 : By Way of Helena : William

### Televisão
- 1984 : Ellis Island (mini-serie) : Jamie Barrymore
- 1991 : The Bill (serie de TV, temporada 7 episodio 91) : Jeff Keane
- 1993 : Tropical Heat (serie TV, temporada 3 episodio 18) : Robert Sterling
- 1994 : Viper (serie TV, temporada 1 episódios 1 a 3) : Alec Connor
- 1994 : Beverly Hills, 90210 (serie TV, 5 episódios) : Roy Randolph
- 1995 : Diagnosis: Murder (serie TV, temporada 2 episodio 22) : Noble Samson
- 1995 : Lois & Clark: The New Adventures of Superman (serie TV, temporada 2 episodio 21) : Calvin Dregg
- 1996 : The Sentinel (serie TV, temporada 1 episodio 9) : Bruce McCarthy
- 1997 : 3rd Rock from the Sun (serie TV, temporada 3 episódios 7 e 8) : Seth
- 1995-1998 : Babylon 5 (serie TV, 24 episódios) : Marcus Cole
- 2000 : Charmed (serie TV, temporada 3 episodio 7) : Andras
- 2002 : Angel (serie TV, temporada 3 episodio 18) : Repo
- 2003 : She Spies (serie TV, temporada 2 episodio 8) : Morgan Porter